# ماريو غيوروفسكي
ماريو غيوروفسكي (11 ديسمبر 1985 بلغراد مملكة المجر - ) هو لاعب كرة قدم صربي، يلعب كلاعب وسط.

## روابط خارجية
- ماريو غيوروفسكي على موقع الاتحاد الأوربي (الإنجليزية)
- ماريو غيوروفسكي على موقع اتحاد أوكرانيا (الإنجليزية)
- ماريو غيوروفسكي على موقع قاعدة بيانات كرة القدم.إي يو (الإنجليزية)
- ماريو غيوروفسكي على موقع ناشيونال فوتبول تيمز (الإنجليزية)
- ماريو غيوروفسكي على موقع Soccerway.com (الإنجليزية)
- ماريو غيوروفسكي على موقع عالم كرة القدم.نت (الإنجليزية)